# Juha Mäkelä
Juha Matti Tapio Mäkelä (ur. 14 marca 1956 w Tampere) – fiński strzelec.
W 1984 wystartował na igrzyskach olimpijskich w skeecie i zajął 36. miejsce ze 186 punktami. Reprezentował klub Suomen Metsästysyhdistys.
Jego ojciec, Tuukka Mäkelä, również był strzelcem i wystąpił w skeecie na igrzyskach olimpijskich w 1968.